# Mazda R100
La Mazda R100 est automobile commercialisée par le constructeur japonais Mazda.

## Compétition
En 1969, Mazda engage trois R100 aux 24 Heures de Spa,,.